# Lysiosquilloidea
Lysiosquilloidea is een superfamilie van kreeftachtigen uit de klasse van de Malacostraca (Hogere kreeftachtigen).

## Families
- Coronididae Manning, 1980
- Lysiosquillidae Giesbrecht, 1910
- Nannosquillidae Manning, 1980
- Tetrasquillidae Manning & Camp, 1993